# Clan Bessho
Le clan Bessho (別所氏, Bessho-shi) est un clan du Japon médiéval, originaire de la province de Harima. Il descend du clan Akamatsu. Le clan a été défait par Hideyoshi Toyotomi en 1580.